# Route nationale 125
La Route Nationale 125 (en español, Carretera Nacional 125), o también abreviada RN 125 es una carretera nacional francesa que conecta Gourdan-Polignan con Puente del Rey en Fos (Alto Garona) que se convierte en la N-230 al pasar la frontera a España.
Comienza en Montréjeau que ahora ha sido denominada D825, En Gourdan-Polignan hay una rotonda que conecta con la A645 en dirección Tarbes-Toulouse y con la D8 en dirección Saint-Gaudens.
A partir de ahí se denomina N125. Pasa por los pueblos de Labroquère, Barbazan, Ore, Chaum, Saint-Béat, Arlos y Fos. Luego llega a la frontera con España que pasa a llamarse N-230.
En Saint-Béat se ha creado un túnel que conectara con la nueva carretera hacia Fos evitando Saint-Beat y Arlos. Puesto en servicio en 2018, dicho túnel es fuente de críticas ya que, al día de hoy (octubre de 2023), la carretera termina en cul-de-sac, una vía sin salida. La antigua carretera ha pasado a llamarse N2125.